# Hochschule Zittau/Görlitz

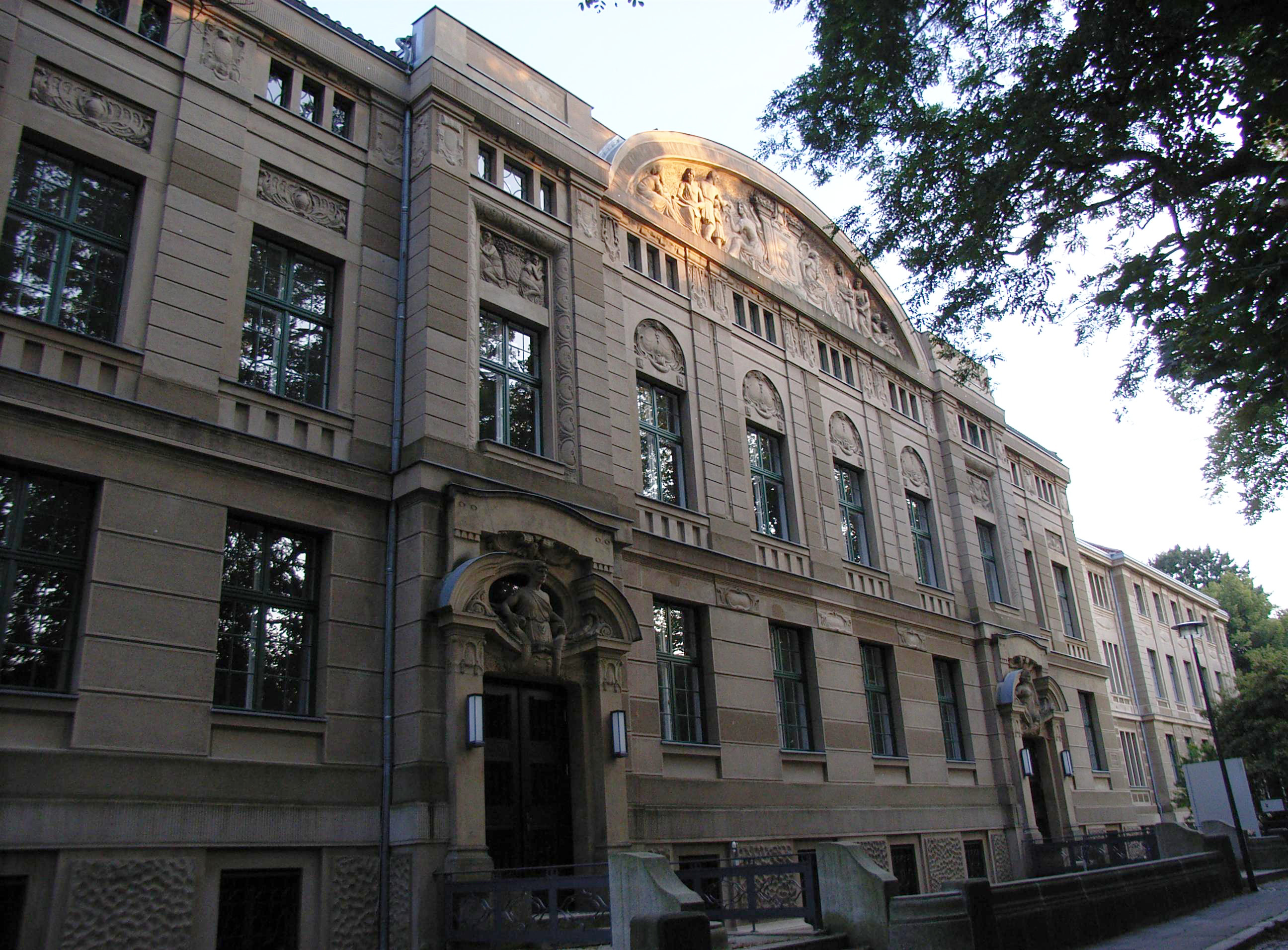
Campus Görlitz, Altbau der Rothenburger Versicherung

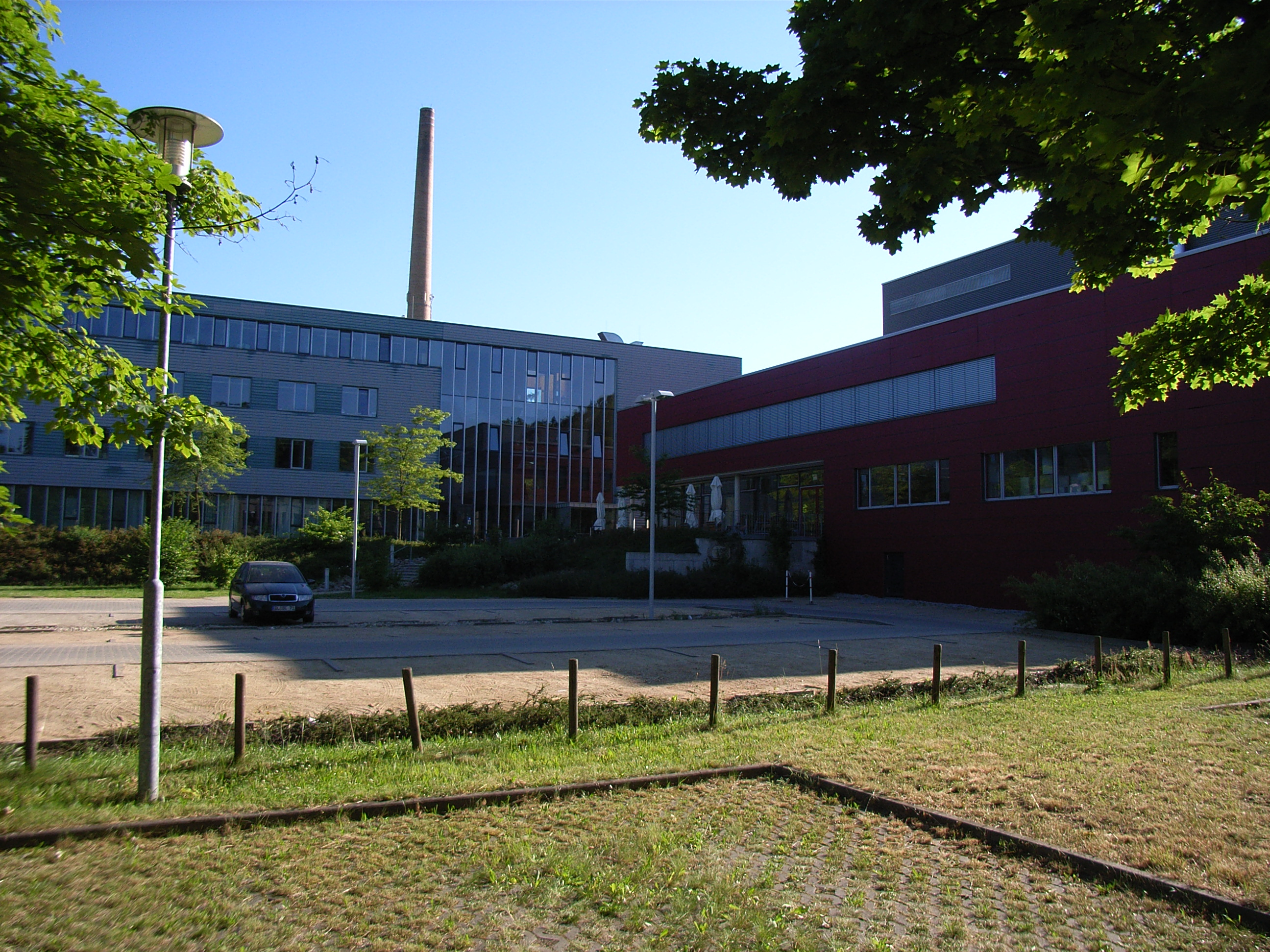
Neubau auf dem Görlitzer Hochschulcampus

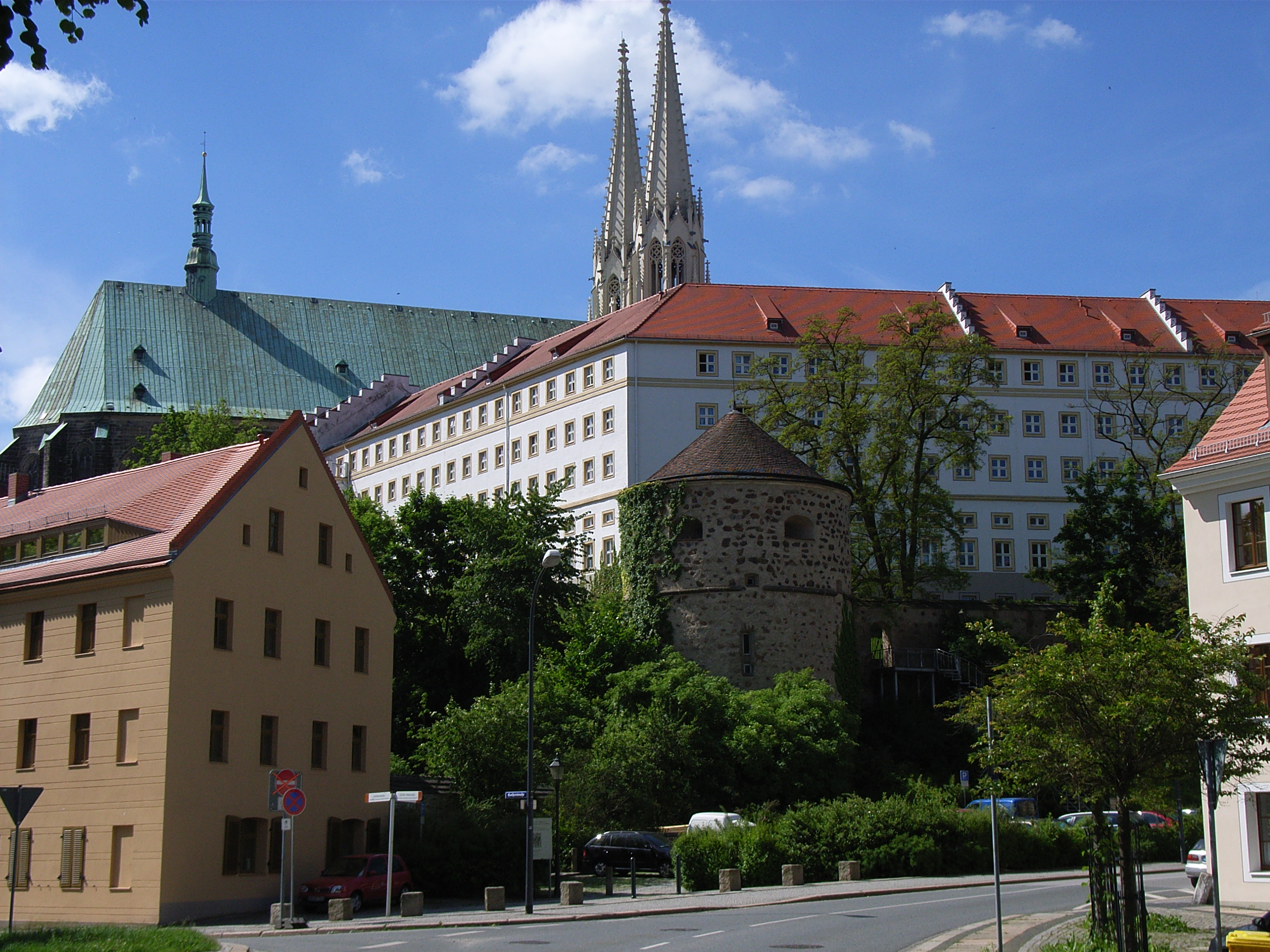
Studentenwohnheim Vogtshof in Görlitz

Die Hochschule Zittau/Görlitz – Hochschule für angewandte Wissenschaften ist eine Fachhochschule in Sachsen mit zwei Standorten in Zittau und Görlitz. Der internationale Name ist Hochschule Zittau/Görlitz – University of Applied Sciences. Im Wintersemester 2019/20 waren mehr als 2818 Studenten immatrikuliert, darunter mehr als 500 aus dem Ausland.

## Geschichte

### Ursprünge
Bereits im 17. Jahrhundert wurde auf Initiative des Zittauer Bürgers Christian Weise der Grundstein mit Gründung der „Zittauer Schule“ gelegt. Über die Einrichtung verbreitete sich im 18. Jahrhundert die Grundlagen der Zittauer Erziehungskunst. Durch die starke wirtschaftliche Stellung des Königreichs Sachsen wurde 1836 eine Königlich Sächsische Gewerbeschule eingerichtet. Daraus entwickelte sich eine Baugewerk-, eine Tiefbau- und Hochbau- sowie eine Höhere Handelsschule mit dem Recht der Verleihung von Ingenieurpatenten. 1951 wurde eine Ingenieurschule für Energiewirtschaft ins Leben gerufen, die überregionale Anerkennung fand. Die neu gegründete Ingenieurhochschule Zittau (IHZ) übernahm 1969 diese Absolventen und baute die Fachbereiche Kraftwerksanlagen, Energieumwandlung, Elektroenergieversorgung und Betriebswirtschaft auf, um sie im Sinne der Energiewirtschaftspolitik der DDR-Regierung einzubeziehen. 1979 bereitete die Ingenieurschule dort den Zittauer Lehr- und Forschungsreaktor vor, der bis 2005 betrieben wurde. Darüber hinaus arbeitete sie unter anderem 1989 an der Rauchgasentschwefelung bei Kraftwerken. Über die postgraduale Weiterbildung (bis zur Promotion) und das Modell der praxisorientierten Hochschulzugangsberechtigung erhielt die Ingenieurhochschule Zittau im Jahr 1988 den Status einer Technischen Hochschule. Absolventen mit einer besonderen Sachkunde erhielten die Möglichkeit der Promotion und Habilitation.
In Görlitz waren nach Ende des Zweiten Weltkrieges hochschulische Arbeiten vollständig zum Erliegen gebracht und das östlich der Neiße gelegene Stadtgebiet (Zgorzelec) an Polen abgegeben worden. Anfang der 1950er Jahre nahm man in der Stadt die Lehre über Schienenfahrzeugbau wieder auf. 1952 gründete sich wieder eine Baufachschule in der Stadt. Diese ging 1956 auf in der Fachschule für Schienenfahrzeuge und Waggonbau. In den Jahren darauf entwickelte sich die Einrichtung weiter, bis sie 1969 unter dem Namen Ingenieurschule für Elektronik und Informationsverarbeitung entstand.

### Gründung der Hochschule für Technik und Wirtschaft Zittau/Görlitz
Die Hochschule Zittau/Görlitz wurde am 13. Juli 1992 als Hochschule für Technik und Wirtschaft Zittau/Görlitz (FH) gegründet mit einem Doppelstandort in Zittau und Görlitz. Sie entstand durch den Zusammenschluss der Zittauer Technischen Hochschule mit der Görlitzer Ingenieurschule für Elektronik und Informationsverarbeitung. Der Zusammenschluss war die Empfehlung einer Kommission, die die Region auf der deutschen Seite der Lausitzer Neiße strukturell untersucht hatte. In Görlitz war der Vorgang anfangs umstritten, da die dortige Einrichtung eine Dominanz der aus der TH Zittau eingebrachten Strukturen befürchtete.
Die neue Hochschule begann ihren Betrieb mit dem Angebot von neun Studiengängen, darunter Informatik und Sozialarbeit/Sozialpädagogik, sowie 84 Professuren. Das Studienprofil enthielt neben technischen, wirtschaftlichen, ingenieur- und naturwissenschaftlichen Studiengängen mit „Sozialarbeit/Sozialpädagogik“ erstmals auch einen sozialwissenschaftlichen Studiengang. Daher wurde die Hochschule 1993 in Hochschule für Technik, Wirtschaft und Sozialwesen Zittau/Görlitz (FH) umbenannt. In den folgenden Jahren wurde das Studienprofil erweitert, darunter erstmals auch sprach- und kulturwissenschaftliche Studiengänge.
Zum Gründungsrektor wurde der Mathematiker und damalige sächsische Landtagsabgeordnete Peter Dierich ernannt. Im März 1994 verließen die ersten 105 Absolventen die Hochschule, die an der Görlitzer Vorgängerschule ihr Studium begonnen und am Doppelstandort beendet hatten.

### Hochschule Zittau/Görlitz – University of Applied Sciences
Über eine erneute Kandidatur 1996 erlangte Dierich eine zweite, vierjährige Amtszeit. In diese fällt die Entscheidung des Hochschul-Konzils, den Namen 1999 in Hochschule Zittau/Görlitz zu ändern und damit die bisherigen Zusätze, die nach einer Verordnung der sächsischen Landesregierung alle Fachhochschulen tragen mussten, gestrichen. Stattdessen gab sich die Hochschule den Zusatz University of Applied Sciences, um international sichtbarer zu werden.
Dierich bewarb sich im Jahr 2000 nicht um eine dritte Amtszeit. Sein Nachfolger wurde Dietmar Reichel, der zuvor Prorektor gewesen war und drei Jahre Rektor blieb. Anschließend trat der zu dem Zeitpunkt 65-Jährige aus Altersgründen von seinem Amt zurück. Ihm folgte Rainer Hampel für sieben Jahre nach, der sich bei seiner Wahl gegen zwei Mitbewerber durchsetzte. Zu Beginn seiner Amtszeit sah sich Hampel dem Verlust von Zuwendungen durch das Land Sachsen gegenüber und kündigte an, die Wichtigkeit der Hochschule herauszustellen, um Stellenstreichungen zu verhindern. Auch war von der Hochschule eine zurückgehende Studentenzahl prognostiziert worden. Zum Ende von Hampels Amtszeit konnte der Trend gestoppt und ins für die Hochschule Positive gekehrt werden. In seinem vorletzten Amtsjahr verzeichnete die Hochschule etwa 1000 Neueinschreibungen, im Wintersemester 2009/10 waren circa 3900 Studenten an der Hochschule eingeschrieben, bei Hampels Amtsübernahme waren es noch 3600 gewesen. Ebenfalls 2009 verringerte die Hochschule ihre Fakultäten von acht auf sechs. Friedrich Albrecht folgte Hampel 2010 als Rektor nach, der zuvor als Prorektor für Bildung an der Hochschule fungiert hatte. In seinen zwei Amtszeiten erweiterte sich das Studienangebot, insbesondere mit den zwei Studiengängen Management im Gesundheitswesen und Kindheitspädagogik. Dagegen wurden auch Studiengänge aufgegeben, unter anderem das Bauwesen und Mathematik. Dadurch glichen sich die Studentenzahlen an beiden Standorten weitgehend an, zuvor waren mehr Studenten am Campus in Zittau tätig gewesen. Trotzdem verringte sich die Anzahl der Studenten aufgrund des demografischen Wandels insgesamt um mehr als 750 auf 2940 Studenten im Jahr 2020. Nach zehn Jahren schied er aus dem Amt aus. Neuer Rektor wurde am 1. März 2020 Alexander Kratzsch.

### Aktuelle Entwicklungen

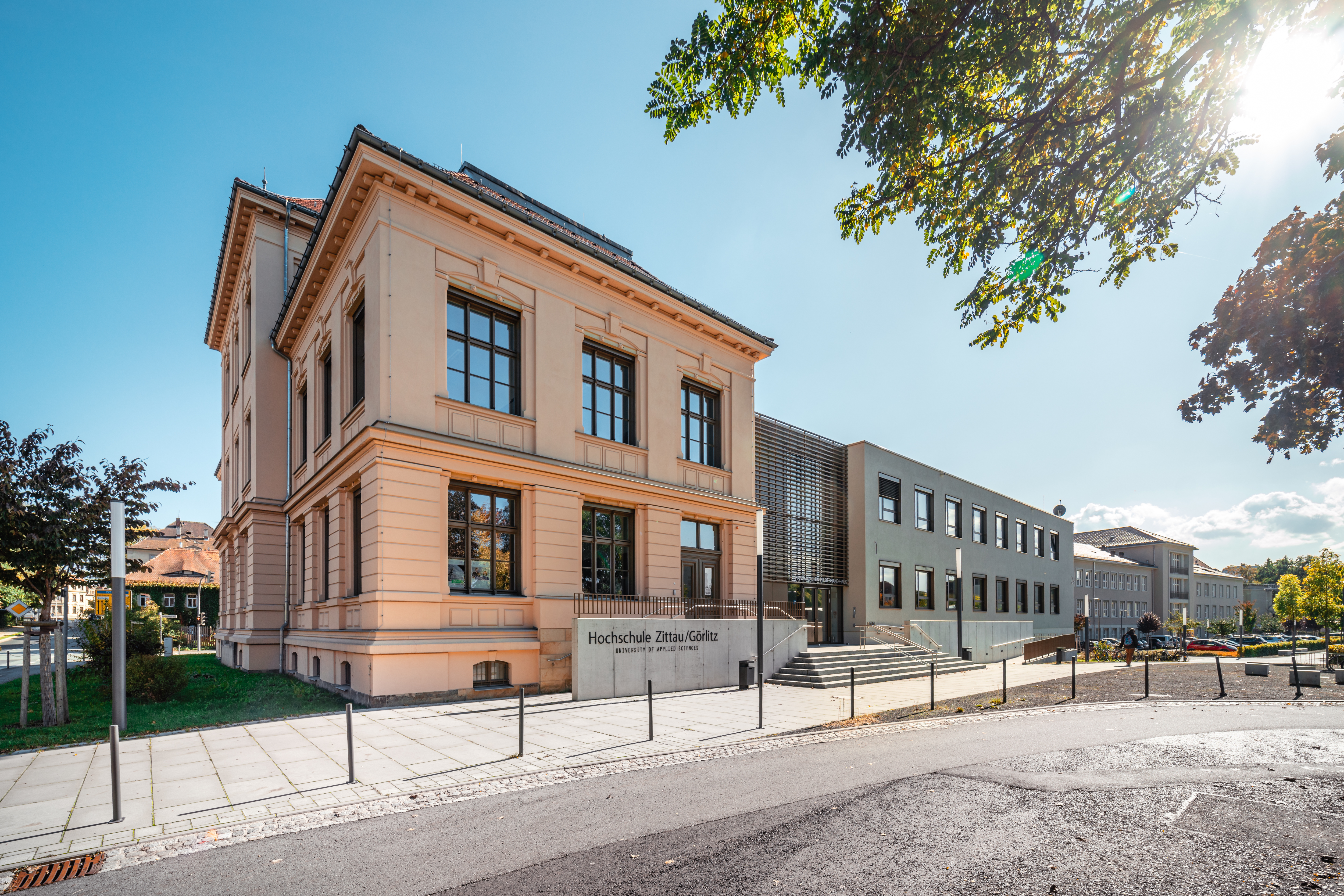
Haus Z I am Standort Zittau

Im Juni 2017 erhielt die Hochschule mit dem Gebäude Z I einen Neubau zur Nutzung für Labore. Das Gebäude wurde zum Ende des 19. Jahrhunderts errichtet und bis in die 1960er Jahre erweitert. Ab 2013 wurde es grundlegend saniert, was im Mai 2017 abgeschlossen wurde.
Im November 2019 eröffnete die Hochschule auf den Mandauhöfen im Westen Zittaus ein Forschungslabor. Dieses dient als Anlaufpunkt für Unternehmen, die gemeinsam mit Wissenschaftlern an Lösungen und Optimierungen für die Betriebe arbeiten können.
Die Fraunhofer-Gesellschaft, das Land Sachsen und das Unternehmen Siemens einigten sich im Juli 2019 auf den Aufbau eines Forschungsstandortes in Görlitz, an dem die Hochschule Zittau/Görlitz gemeinsam mit zwei weiteren sächsischen Hochschulen die Entwicklung von Wasserstoff als Energieträger vorangebracht werden soll. Die Eröffnung des Standortes ist für 2023 vorgesehen.
Auf dem Zittauer Campus der Hochschule nahm 2019 ein Institut des Deutschen Zentrums für Luft- und Raumfahrt seinen Sitz und kooperiert mit der Hochschule.
Seit 2020 führt die Hochschule mit Prorektorin Sophia Keil den Aufbau der Sächsischen Filmakademie, in der Aus- und Weiterbildungen in Filmberufen wie dem Bühnenbau oder der Lichttechnik angeboten werden sollen. Die Einrichtung hat das Ziel, die Filmproduktion in Deutschland zu fördern und Menschen für die Branche zu gewinnen.
Wie an nahezu allen Hochschulen (inkl. Universitäten) im Freistaat Sachsen nimmt die Anzahl der Studenten auch an der Hochschule Zittau/Görlitz seit Jahren ab. Im Wintersemester 2023/2024 waren insgesamt 2345 Studenten an den Standorten Görlitz und Zittau eingeschrieben; noch im Wintersemester 2014/2015 waren es 3081 Studenten.

## Campus
Die HSZG hat zwei Standorte, die 35 Straßenkilometer voneinander entfernt sind. Die Fakultäten Maschinenwesen, Natur- und Umweltwissenschaften, Wirtschaftswissenschaften und -ingenieurwesen sowie der Bereich Elektrotechnik der Fakultät Elektrotechnik und Informatik sind in Zittau angesiedelt. Der Zittauer Campus, der Lehr-, Labor- und Verwaltungsgebäude sowie eine Hochspannungshalle versammelt, befindet sich nahe der Theodor-Körner-Allee südlich des innerstädtischen Rings der Bundesstraße 96. Weitere Institute, Fakultäts-, Lehr-, Labor- und Forschungsgebäude sind ebenfalls südlich davon fußläufig erreichbar.
In Görlitz ist der Campus auf drei Orte verteilt, der Kern liegt am Neiße-Ufer nahe dem Stadtpark sowie der Stadtbrücke zu Zgorzelec und umfasst 7 der 9 Hauptgebäude, darunter die Fakultäten Management- und Kulturwissenschaften, Sozialwissenschaften und der Bereich Informatik der Fakultät Elektrotechnik und Informatik und eine der Hochschulbibliotheken. Die beiden anderen Gebäude befinden sich auf dem Obermarkt sowie das Studentenwohnheim im Vogtshof.

## Institutionen und Verwaltung

### Hochschulrat
Der Hochschulrat besteht aus sieben Mitgliedern, darunter fünf, die außerhalb der Hochschule arbeiten.
- Der Vorsitzende Welf-Guntram Drossel, Institutsleiter am Fraunhofer-Institut für Werkzeugmaschinen und Umformtechnik in Chemnitz
- Roland Giese, Lehrstuhlinhaber für Rechnungswesen/Controlling der Hochschule
- Gerlinde Kretschmar, Lehrstuhlinhaberin für Produktionstechnik der Hochschule
- Theresa Rinecker, Generalsuperintendentin des Kirchensprengels Görlitz der Evangelischen Kirche Berlin-Brandenburg-schlesische Oberlausitz
- Hagen Semmer, Leiter des Görlitzer Standortes der Siemens Gas & Power GmbH und Co. KG
- Martina Weber, Beigeordnete und Dezernentin des Landkreises Görlitz
- Thomas Zenker, Zittauer Oberbürgermeister

### Senate
Nach § 81 des Hochschulfreiheitsgesetzes des Freistaats Sachsen (SächsHSFG) hält der Senat unterschiedliche Kompetenzen, darunter Entscheidungen über Positionen im Rektorat einer Hochschule, über fakultätsübergreifende Leitlinien in Forschung und Lehre sowie die Festlegung der an der Hochschule zu vergebenden akademischen Grade nach § 39 des Gesetzes. Das Gremium darf qua Gesetz die Zahl von 21 Senatoren nicht überschreiten. Zurzeit zählt der Senat der Hochschule Zittau/Görlitz 17 Mitglieder, darunter fallen 9 Professoren, 5 Hochschulmitarbeiter sowie 3 Studenten. Darüber hinaus gehören ihm 11 beratende Mitglieder an.
Der nach § 81a SächsHSFG bestehende Erweiterte Senat der Hochschule setzt sich aus dem Senat, seinen beratenden Mitgliedern sowie weiteren bestellten Mitgliedern zusammen. Der Vorsitz wird durch den Rektor ausgefüllt, die absolute Mehrheit sind Professoren mit einem Sitz. Zu den 28 Angehörigen des Senates kommen 18 weitere Personen, darunter 9 Professoren, 5 Hochschulmitarbeiter und 4 Studenten.

### Hochschulleitung
Die Hochschule Zittau/Görlitz wird gegenwärtig durch den Rektor, zwei Prorektoren und den Kanzler geleitet. Alexander Kratzsch ist seit März 2020 Nachfolger von Friedrich Albrecht im Amt des Rektors. Ihm zur Seite stehen die beiden Prorektoren Sophia Keil (Lehrstuhl für Betriebswirtschaftslehre, insbesondere Produktionswirtschaft und Logistik) im Bereich Bildung und Internationales und Raj Kollmorgen (Lehrstuhl Management sozialen Wandels) im Bereich Forschung. Hinzu kommt Christoph Matthias Duscha in der Position des Kanzlers.

#### Hochschulverwaltung
Die Verwaltung der Hochschule besteht aus den vier Dezernaten
- Finanzen und Projektverwaltung
- Personal und Recht
- Studium und Internationales
- Technik und Gebäudemanagement

und den drei Stabsstellen
- Bildung
- Forschung
- Hochschulentwicklung und Kommunikation.

## Fakultäten und Einrichtungen

### Struktur
Die Hochschule gliedert sich seit 2009 in sechs Fakultäten.
- Elektrotechnik und Informatik unter Dekan Frank Worlitz in Görlitz und Zittau (12 Studiengänge)
- Management- und Kulturwissenschaften unter Dekan Falk Maiwald in Görlitz (8)
- Maschinenwesen unter Dekan Bernd Bellair in Zittau (10)
- Natur- und Umweltwissenschaften unter Dekan Jens Weber in Zittau (6)
- Sozialwissenschaften unter Dekanin Andrea Eckhardt in Görlitz (6)
- Wirtschaftswissenschaften und Wirtschaftsingenieurwesen unter Dekan Jörg Kroschel in Zittau (6)

Die Fakultäten bieten insgesamt über 40 Diplom-, Bachelor- und Master-Studiengänge an. Zusätzlich besteht mit dem aus der Kooperativen Ingenieurausbildung (KIA) hervorgegangenen Kooperativen Studium mit integrierter Ausbildung die Möglichkeit, ein Studium mit einer Berufsausbildung zu verknüpfen.
Besonderheiten sind die ausschließlich an der Hochschule angebotenen Studiengänge Kommunikationspsychologie, Kultur und Management (erster grundständiger Studiengang für Kulturmanagement an einer wirtschaftswissenschaftlichen Fakultät in Deutschland, gegründet 1997 unter der Schirmherrschaft der UNESCO), der zugleich technisch und betriebswirtschaftlich ausgerichtete Studiengang Wohnungs- und Immobilienwirtschaft und der kooperativ mit dem IHI Zittau (TU Dresden) durchgeführte universitäre Masterstudiengang International Management (Joint Degree). Beim Masterstudiengang Mechatronik ist ein Doppelabschluss gemeinsam mit der TU Liberec möglich. Auch der Masterstudiengang Management Sozialen Wandels, in dem der renommierte Soziologe Raj Kollmorgen lehrt, ist deutschlandweit einmalig.

### Institute
- Institut für Gesundheit, Altern, Arbeit und Technik (GAT)[48]
- Institut für Prozesstechnik, Prozessautomatisierung und Messtechnik (IPM)[49]
- Institut für Transformation, Wohnen und soziale Raumentwicklung (TRAWOS)[50]
- Zittauer Institut für Verfahrensentwicklung, Kreislaufwirtschaft, Oberflächentechnik, Naturstoffforschung (ZIRKON)[51]

### Hochschulsport
Das Hochschulsport bietet Kurse in 43 Sportarten an, darunter hauptsächlich Gesundheits- und Spielsportarten, aber auch verschiedene Arten von Tanz und Kampfsport. Daneben organisiert das Hochschulsportzentrum Veranstaltungen, beispielsweise Mitternachtsturniere zum Semesterauftakt und diverse Sportcamps, die jeweils einer bestimmten Sportart wie Klettern, Wakeboarding und Kitesurfing anbieten.

## Forschungsschwerpunkte
Die Hochschule gliedert ihre Forschung in drei Bereiche.
- Energie und Umwelt: Die energie- und umwelttechnische Forschung der Hochschule verfolgt das Ziel einer zuverlässigen, bezahlbaren und umweltverträglichen Energieversorgung. Dabei werden neben der Untersuchung von alternativen Energiequellen und Optimierungsmöglichkeiten konventioneller Kraftwerkstypen auch Energiespeichermedien und Aspekte von Energiewirtschaft und Energienutzung erforscht. Ein weiterer, besonderer Schwerpunkt liegt im ökologisch-gesundheitlichen Bereich, in dem unter anderem Biodiversität, Abfallmanagement, Biotechnologische Methoden oder Nachhaltigkeit und Ressourceneffizienz im Fokus der Untersuchungen stehen. Darüber hinaus erforschen interdisziplinäre Forschergruppen die sozialen Aspekte und Akzeptanzproblematiken der Energiewende.[53]

- Transformationsprozesse in Wirtschaft und Gesellschaft: Im Forschungsschwerpunkt Transformationsprozesse in Wirtschaft und Gesellschaft stehen Themen wie Regionalentwicklung, Pflegeeffizienz und frühkindliche Pädagogik ebenso auf der Agenda wie die sozialen Veränderungen und Konflikte, die der Wandel des Energieversorgungssystems mit sich bringt. Der Schwerpunkt ist an der Hochschule einerseits mit dem Kompetenzfeld „Energie und Umwelt“ verbunden und kooperiert andererseits eng mit dem Institut für Transformation, Wohnen und soziale Raumentwicklung sowie dem Institut für Gesundheit, Altern, Technik.[54]

- Werkstoffe – Struktur – Oberflächen verfolgt das Ziel, zur Entdeckung und Entwicklung von superleichten und höchst beanspruchbaren Werkstoffen beizutragen, die gleichermaßen auch wirtschaftlich und umweltfreundlich sein sollen. Gegenüber metallischen Bauteilen werden dabei Naturfasern in energiesparenderen Fertigungsprozessen bearbeitet, wobei gleichwertige Funktionalität bei kostengünstiger Verarbeitung und geringem Produktgewicht gewährleistet werden soll. Aus diesem Grund nehmen in der Forschungsarbeit der Hochschule neben der Entwicklung der Fertigungstechnologien auch Festigkeitsuntersuchungen und Simulationsverfahren für Rissausbreitung eine Rolle ein. Im Verbund-Institut für nachhaltige Verfahrensentwicklung, Oberflächentechnik, Torf- und Naturstoff-Forschung werden gleichermaßen hauchdünne und widerstandsfähige Randschichten entwickelt. Es betreibt Forschung vor allem auf dem Gebiet verschiedener Oberflächenbeschichtungen sowie der dafür notwendigen Vorbehandlungen, so dass auch an Oberflächenstrukturen und Werkstoffauswahl gearbeitet wird.[55]

## Internationale Zusammenarbeit
1993 gründete die Hochschule im Rahmen eines sächsisch-polnisch-tschechischen Hochschulkonsortiums gemeinsam mit der Technischen Universität Liberec, Schlesischen Technischen Universität, Wirtschaftsuniversität Breslau und Technischen Universität Bergakademie Freiberg das Internationale Hochschulinstitut Zittau (IHI Zittau) und baute es auf. Seit 2013 gehört das IHI Zittau als zentrale wissenschaftliche Einrichtung zur Technischen Universität Dresden, führt seine universitären Studiengänge aber weiterhin in Kooperation mit der Hochschule Zittau/Görlitz durch.
Die Hochschule ist Mitglied im 1991 gegründeten Akademischen Koordinierungszentrum in der Euroregion Neiße. Die HSZG pflegt darüber hinaus Partnerschaften mit mehr als 100 Hochschulen aus über 40 verschiedenen Ländern.
In der Vergangenheit waren die Zittau-Görlitzer mit der TU Liberec und der Technischen Hochschule Breslau Initiatoren der Neisse University. Die Konzeption der Neisse University ging von einem Studium in realer sprachlicher, kultureller, wissenschaftlicher und wirtschaftlicher Umgebung aus. In ihm waren Studenten und Dozenten aus drei Ländern beteiligt. Darin wurde unter anderem ein Studium in englischer Sprache angeboten, das in drei Etappen, zuerst in Tschechien, anschließend Polen und abschließend in Deutschland, an den kooperierenden Hochschulen absolviert werden konnte.